# 정액
정액(精液)은 인간을 포함하는 동물의 수컷이나 자웅동체인 동물의 생식샘(gonad) 또는 기타 생식기에서 분비되는 체액으로서 정자를 포함하고 있다. 색은 탁한 흰색이다. 정액에 정자가 전혀 포함되지 않은 경우도 있는데 이를 무정자증(無精子症)이라고 한다. 정액을 체외로 분출하는 일을 사정(射精)이라고 하며, 이 액체는 암컷의 난자와 결합하여 수정체를 형성한다. 씨물, 또는 속되게 좆물이라고도 한다. 

## 정액의 체내 비율
정액은 체내에 다음과 같이 분포해 있다.
| 생식선     | 대략적 비율 | 설명 |
| ---------- | ----------- | --- |
| 고환       | 2–5%        | 고환에서 만들어낸 약 2억~5억마리의 정자가 사정할 때마다 빠져 나온다. |
| 정낭       | 65–75%      | 아미노산, 구연산염(citrate), 몇 가지 효소, 플라빈, 과당 (1밀리리터의 정액 당 2–5 mg. 정자의 주 에너지원으로, 에너지를 위하여 정액장액으로부터 나오는 당분에 전적으로 의지한다), 포스포릴콜린, 프로스타글란딘 (외부 정액에 대항하여 여성에 의한 면역 반응을 억누르는 데 기여한다), 단백질, 비타민 C                                                                                  |
| 전립샘     | 25–30%      | 산성인산분해효소, 구연산, 섬유소용해소, 전립선 특이항원, 단백질 분해 효소, 아연 (아연의 수준은 건강한 남성 기준으로 1 밀리리터 당 약 135±40 마이크로그램이다. 아연은 DNA가 포함된 정액 안의 염색질을 안정화하는 데 기여한다. 아연이 부족하면 정액이 허약해지기 때문에 임신을 할 가능성이 줄어든다. 또, 아연이 부족하면 정자 형성(spermatogenesis)에 좋지 않은 영향을 미칠 수 있다.) |
| 망울요도샘 | < 1%        | 갈락토스, 점액 (정자가 헤엄쳐나갈 수 있도록 덜 끈적거리는 통로를 만들어 줌으로써, 또 정액 밖으로 흩어지지 않게 해 줌으로써 질, 자궁 경부 안에서의 정자 이동성 증가에 기여한다. 응집력 있는 젤리 같은 감촉을 정액에 제공한다.), 사정 전 분비물(pre-ejaculate), 시알산 |

## 정액의 섭취

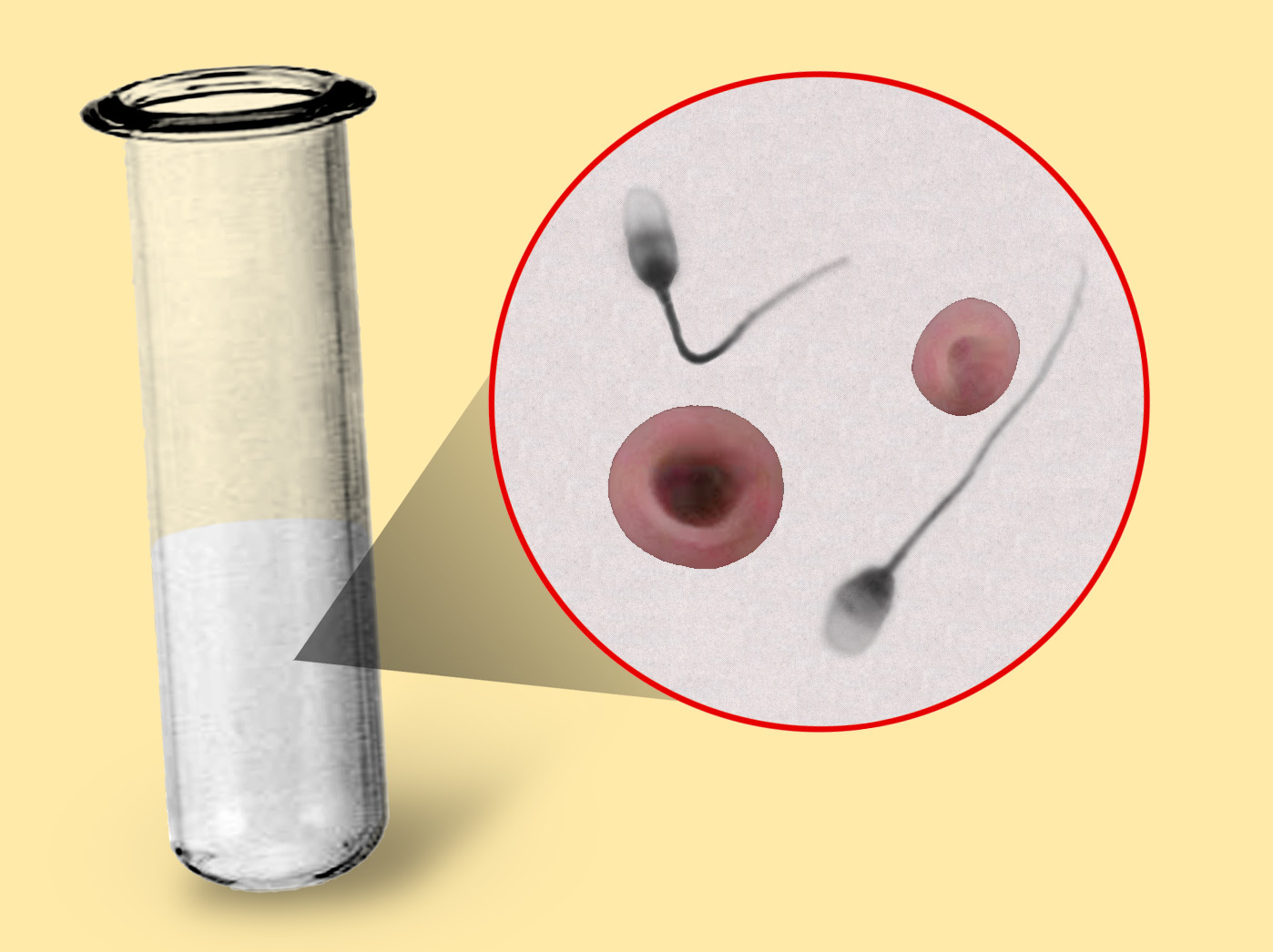
정액속에 섞여있는 소량의 적혈구.

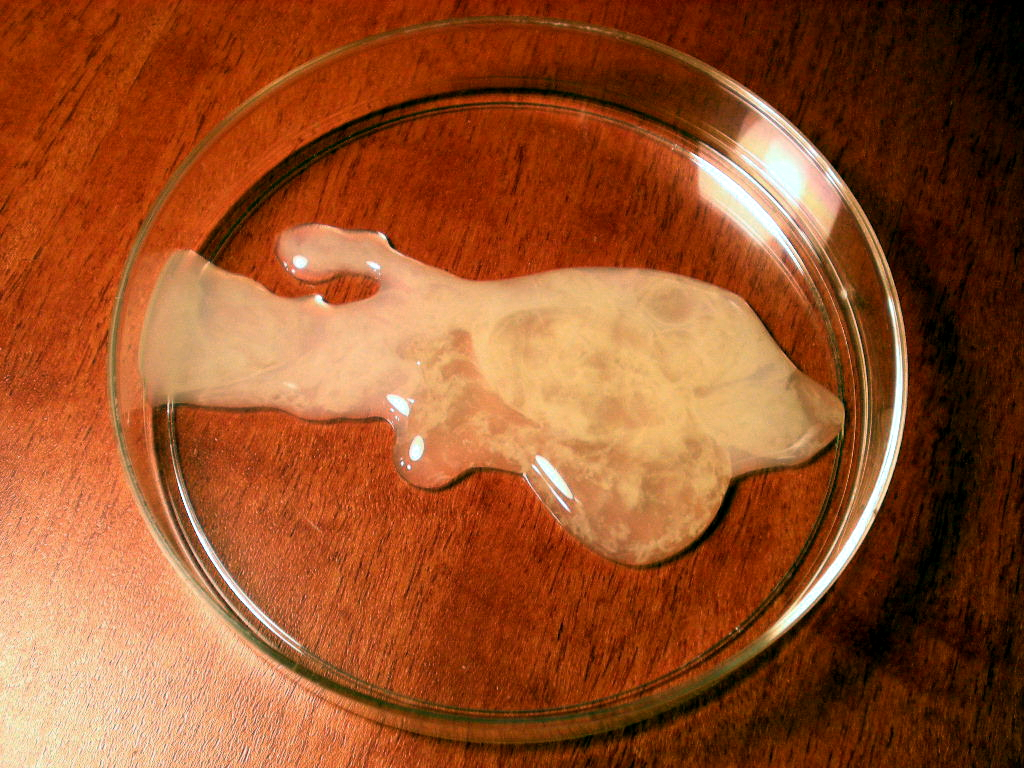
정액

성행위 과정에서 여자가 남자의 정액을 먹는 까닭은 남성 몸의 일부를 '섭취'라는 행위를 통해 능동적으로 수용함으로써 정액을 먹는 여성이 상대방 남성에 대한 무의식적으로 느끼게 되는 정복감하고 소유감 때문이다. 이를 통하여 결과적으로 정서적, 정신적 유대감 뿐만 아니라 남녀 간의 사랑도 두터워진다. 정액의 섭취는 대부분 성행위에 개별적 혹은 부수적으로 행하여지는 펠라티오를 통해 이루어진다.

### 영양적 가치
칼륨, 마그네슘, 셀레늄과 같은 일반적으로 결핍되는 무기질들의 양이 조금 더 높다고 할 수 있다. 한 번 사정을 하면 150 밀리그램의 단백질, 11 밀리그램의 탄수화물, 6밀리그램의 지방, 3밀리그램의 콜레스테롤, 7% 미국 RDA 칼륨과 3% US RDA 구리와 아연이 배출된다. 물질 대사로 변화하면 단백질은 1그램 당 4 킬로칼로리를 생성하고 탄수화물 또한 1그램 당 4 킬로칼로리를 생산하며, 또 지방은 1그램 당 9 킬로칼로리를 생산한다. 그러므로 일반적으로 사정했을 때의 정액에서 나오는 음식 에너지는 0.7 킬로칼로리 (2.9 킬로줄)이다.

### 건강 상의 위험
건강한 남성의 정액은 인체에 전혀 무해하므로 먹어도 상관 없다. 펠라티오에 따른 기본적 위험성 외에 다른 위험성은 없다. 기본적 위험성이란 성병 감염의 가능성인데, 펠라티오는 인간면역결핍 바이러스(HIV) 또는 단순 포진과 같은 성병의 위험에 쉽게 노출되므로 잇몸에서 피가 나거나 염증이 있는 경우에는 주의해야 한다. 또 펠라치오를 받아들이는 남성의 입장에서도 상대방 여성이 성병에 감염되어 있을 경우 입에 의해서도 전염될 수 있으므로 주의해야 한다. 연구에 따르면 인간 유두종바이러스에 걸린 사람과 무방비한 구강성교를 하게 되면 구강암이나 식도암에 걸릴 확률이 높다고 한다.

### 맛과 양
정액의 냄새는 밤꽃, 오징어, 락스의 냄새와 거의 비슷하다. 이는 전립선액에 들어 있는 스퍼미딘(spermidine)과 스퍼민(spermine)이라는 공통되는 분자가 포함되기 때문이다. 맛은 약간 비릿하고 씁쓸하다.
한 번 사정할 때의 정액의 양은 다양하다. 30개의 연구에서는 평균적으로 약 3.4 밀리리터라고 하며 일부 연구에서는 많으면 4.99ml, 낮으면 2.3ml라고 한다. 스웨덴과 덴마크 사람과의 연구에서 한 번 사정할 때와 다음 사정할 때의 주기가 길어질수록 정액 안의 정자 수가 늘어난다는 보고가 있지만 그 수가 큰 것은 아니다

## 같이 보기
- 사정
  - 몽정
- 정자
- 쿠퍼액
- 질액
- 정액 먹기
- 정액 키스